# Afropsipyla
Afropsipyla is een geslacht van vlinders van de familie snuitmotten (Pyralidae).

## Soorten
- A. pictella Balinsky, 1994
- A. similis Balinsky, 1994